# 武进县
武進縣是西晉至現代位於今江苏省常州市的一个县。

## 沿革
西晉太康二年（281年），分丹徒、曲阿以東地區置武進縣。歷代多次更名。
隋代開皇九年（589年）置常州，以武進縣隸常州。大業初改常州為毗陵郡，武進縣隸之。
唐代天寶元年（742年）改毗陵郡為晉陵郡。乾元元年（758年），復改晉陵郡為常州。
元代至元十四年（1277年）升常州置常州路，武進縣隸之。
元末至正十七年（1357年）明太祖佔領後廢除常州路，改設常州府，以武進縣為府治。
清代沿襲常州府縣制。雍正二年（1724年），由于武进县人口、赋税繁多，分武进東部區域新設陽湖縣。
武進、陽湖分縣後，武進縣下轄城廂及17鄉：通江鄉、懷南鄉、懷北鄉、安東鄉、安西鄉、鳴鳳鄉、栖鸞鄉、欽鳳鄉、依東鄉、依西鄉、孝東鄉、孝西鄉、大有鄉、旌孝鄉、尚宜鄉、德澤鄉、循理鄉。
1912年（民国元年）撤废阳湖县，歸併回到武進縣。
1995年6月8日，武進縣撤銷，改制為武進市。
1. ↑  張尚金，江苏省武进县县志编纂委员会，《武進縣誌》（上海：上海人民出版社，1987年），10-94頁。